# Мари Лаво
Мари Катрин Лаво (енгл. Marie Catherine Laveau; Њу Орлеанс, 10. септембар 1801 — Њу Орлеанс, 16. јун 1881) била је америчка вуду свештеница.
Њена кћер Мари Лаво II (1827. - око 1895) такође је била вуду свештеница. Понекад се њихови биографски подаци мешају.

## Детињство и младост
Историјски записи говоре како је рођена у Њу Орлеансу 10. септембра 1801. Међутим, неки извори говоре како је рођена 1794. Дана 4. августа 1819. удала се за Жака Париза. Заједно су емигрирали на Хаити. Жак Париз је умро 1820. под неразјашњеним околностима. После супругове смрти, Мари је почела да се бави фризерским занатом, уређујући богате белце и креолце, стекавши тако увид у животе великог броја богатих породица из Њу Орлеанса. До године 1855. живела је са Луисом Кристофером Думинијем де Глапионом с којим је имала петнаесторо деце. У то време престала је да се бави фризерајем и у потпуности се посветила вудуу. Поставши позната као вуду краљица и исцелитељка постала је једна од најмоћнијих жена Њу Орлеанса. Верује се да је добра обавештеност о ситуацијама унутар градских породица, које је сакупљала као фризерка, разлог њених, наводно, великих магичних моћи.